# Condado de Hale (Texas)
El condado de Hale es uno de los 254 condados del estado estadounidense de Texas. La sede del condado es Plainview, al igual que su mayor ciudad. El condado tiene un área de 2.602 km² y una población de 36.602 habitantes, para una densidad de población de 14 hab/km² (según censo nacional de 2000). Este condado fue fundado en 1876.

## Demografía
Para el censo de 2000, había 36.602 personas, 11.975 cabezas de familia, y 9.136 familias residiendo en el condado. La densidad de población era de 36 habitantes por milla cuadrada.
La composición racial del condado era:
- 66,77% blancos
- 5,79% negros o negros americanos
- 0,92% nativos americanos
- 0,30% asiáticos
- 0,04% isleños
- 23,76% otras razas
- 2,42% de dos o más razas.

Había 11.975 cabezas de familia, de las cuales el 40,40% tenían menores de 18 años viviendo con ellas, el 60,30% eran parejas casadas viviendo juntas, el 11,60% eran mujeres cabeza de familia monoparental (sin cónyuge), y 23,70% no eran familias.
El tamaño promedio de una familia era de 3,32 miembros.
En el condado el 30,20% de la población tenía menos de 18 años, el 11,40% tenía de 18 a 24 años, el 27,20% tenía de 25 a 44, el 18,30% de 45 a 64, y el 12,90% eran mayores de 65 años. La edad promedio era de 31 años. Por cada 100 mujeres había 102,40 hombres. Por cada 100 mujeres mayores de 18 años había 101,30 hombres.

## Economía
Los ingresos medios de una cabeza de familia del condado eran de USD$31.280 y el ingreso medio familiar era de $35.250. Los hombres tenían unos ingresos medios de $26.007 frente a $20.057 de las mujeres. El ingreso per cápita del condado era de $13.655. El 14,30% de las familias y el 18,00% de la población estaban debajo de la línea de pobreza. Del total de gente en esta situación, 23,30% tenían menos de 18 y el 14,80% tenían 65 años o más.